# Schlacht an der Rhone
Saguntum – Lilybaeum II – Rhone – Ticinus – Trebia – Cissa – Trasimenischer See – Ager Falernus – Geronium – Cannae – Nola I – Nola II – Ibera – Cornus – Nola III – Beneventum I – Syrakus – Tarentum I – Capua I – Beneventum II – Silarus – Herdonia I – Obere Baetis – Capua II – Herdonia II – Numistro – Asculum – Tarentum II – Neu Karthago – Baecula – Grumentum – Metaurus – Ilipa – Crotona – Große Felder – Cirta – Zama
Die Schlacht an der Rhone fand Ende September 218 v. Chr. zwischen den Truppen des karthagischen Feldherrn Hannibal und dem keltischen Stamm der Volcae statt.  Diese Schlacht des Zweiten Punischen Krieges war die erste, die Hannibal außerhalb des karthagischen Machtbereichs gewann. Das Gefecht fand wahrscheinlich in der Nähe des heutigen Orange statt.
Die mit den Römern verbündeten Volcae schlugen ihr Lager auf der östlichen Seite der Rhone auf, um die Karthager am Übersetzen des Flusses zu hindern und damit einer karthagischen Invasion Italiens zu begegnen. Als Hannibal vom Lager der Volcae am Ostufer der Rhone erfuhr, befahl er Hanno, mit einer kleineren Streitmacht an einer entfernten Stelle über den Fluss zu gehen und die Kelten von hinten anzugreifen. Nachdem Hanno seine Truppen unbemerkt im Rücken der Volcae aufgestellt hatte, gab er Hannibal Zeichen zum Angriff und die Volcae konnten in der nun folgenden Umfassungsschlacht vernichtend geschlagen werden.

## Vorgeschichte
Nach der für die Karthager erfolgreichen Belagerung von Saguntum schickte Hannibal seine Truppen in die Winterquartiere. Mit Beginn des Sommers 218 v. Chr. begann er seine Armeen wieder aufzustellen und über den karthagischen Einflussbereich zu verteilen. 15.000 Mann und 21 Elefanten blieben auf der iberischen Halbinsel als Schutz vor Überfällen zurück. 20.000 Mann sandte er, einschließlich 4000 Garnisonstruppen für Karthago, nach Afrika. Mit der Hauptstreitmacht, schätzungsweise 90.000 Mann Infanterie (mit Verbündeten), 12.000 Kavallerie und 37 Elefanten, marschierte er auf Italien zu.
Die Römer sandten Publius Cornelius Scipio mit zwei Legionen und etwa 15.000 Verbündeten Hannibal entgegen. Die Streitmacht war aufgrund des Einsatzes von anderen Teilen des römischen Heeres für die Niederschlagung von Aufständen der in Norditalien ansässigen gallischen Boier und keltischen Insubrer relativ klein.

## Die Schlacht
Hannibal marschierte im Mai 218 v. Chr. von Cartagena aus in drei Heeressäulen über den Ebro und die Pyrenäen in Richtung der Alpen. Etwa 20.000 Mann musste er auf der iberischen Halbinsel zurücklassen, um das gerade erst eroberte Land vor Aufständen einheimischer Völker oder möglichen Invasionen seitens der Römer zu schützen. Seine nun auf etwa 50.000 Mann geschrumpfte Armee konnte er jedoch mit vielen Truppen verbündeter keltischer Stämme aufstocken. Als gutem Diplomaten war es ihm gelungen, viele Häuptlinge nördlich der Pyrenäen zu seinen Verbündeten gegen Rom zu machen. Als er Ende September die Rhone erreicht hatte, schlug er ein Lager auf der Westseite des Flusses, in Sichtweite der keltischen Truppen, auf.
Nachdem er drei Tage am Ufer des Flusses campiert hatte, schickte er Hanno, Sohn des Bomilkar, das Rhoneufer hinauf. Dort sollte dieser mit einer kleinen schnellen Streitmacht aus Kavallerie und leichter Infanterie über eine seichte Stelle der Rhone setzen, um die Volcae zu umgehen. Als Hanno eine geeignete Stelle, 30 km von Hannibals Lager entfernt, fand, ließ er seine Truppen mit Hilfe von Flößen und aufgeblasenen Tierhäuten übersetzen.
Nachdem die Karthager übergesetzt hatten, warteten sie den Einbruch der Nacht ab und marschierten Richtung Süden, um sich im Morgengrauen hinter dem Lager der Volcae in Schlachtordnung aufzustellen.
Hanno gab Hannibal das Zeichen zum Angriff durch Rauch- und Lichtsignale. Die Hauptstreitmacht der Karthager begann nun über den etwa einen Kilometer breiten Fluss überzusetzen. Die numidische Kavallerie band ihre Pferde an Flöße oder Boote und überquerte den Fluss relativ zügig. Die Fußtruppen überquerten den Fluss schwimmend oder in eilig hergestellten kleinen Holzbooten. Nachdem sich die karthagische Streitmacht am östlichen Ufer zu sammeln begann, griffen die Volcae, welche die Überquerung des Flusses beobachtet hatten, unverzüglich an. Hanno hatte unterdessen mit seinen Truppen das Lager der Volcae in Brand gesteckt und die völlig überraschten Kelten von hinten angegriffen. Diese versuchten zwar noch, ihr Lager zu verteidigen, ein Großteil ihrer Truppen war jedoch in Panik geraten und war geflohen.

## Folgen
Der Hauptteil der karthagischen Armee überquerte nach der Schlacht die Rhone mit Hilfe von Schiffen. Die mitgeführten Elefanten wurden zum Teil auf Flößen über den Fluss transportiert. Nachdem die gesamte Armee den Fluss überquert hatte, sandte Hannibal berittene Späher aus. Eine dieser Reiterabteilungen traf auf eine Vorausabteilung Scipios und musste sich nach kurzem Gefecht zurückziehen. Scipio war nach fünftägiger Seereise an der Küste Liguriens in der Nähe des heutigen Marseille an Land gegangen. Nachdem er die nähere Umgebung erkundet hatte und sich gewahr wurde, dass die Karthager noch in der Nähe waren, marschierte er in Richtung ihres Lagers an der Rhone. Als er dort eintraf, war Hannibal jedoch drei Tage zuvor abgereist. Daraufhin kehrte Scipio nach Marseille zurück und unterstellte seine Streitkräfte seinem Bruder Gnaeus Cornelius Scipio Calvus, damit dieser nach Spanien fuhr, um die dortigen karthagischen Gebiete zu erobern. Er selbst fuhr nach Italien zurück, um den Widerstand gegen Hannibal zu organisieren.